# Горно-Шорский национальный район
Горно-Шорский (Горно-Шорцевский) национальный район — национальный район в составе Сибирского края (1926—1930), Западно-Сибирского края (1930—1937), Новосибирской области (1937—1939), существовавший в 1926—1939 годах.
Район был образован постановлением ВЦИК от 12 апреля 1926 года на части территории Кондомского и Кузнецкого районов, населённой преимущественно шорцами. Центром района первоначально было село Мыски. В 1934 центр района был перенесён в село Кузедеево. Одновременно рабочий поселок Осинники с окружающими его рудниками и шахтами, а также Таргайский сельсовет из Горно-Шорского национального района были переданы в состав территории присоединенных к Сталинскому горсовету сельских местностей.
В Кузедеево действовало педагогическое училище, готовившее учителей для шорских национальных школ.
В районе было развито животноводство, разрабатывались полезные ископаемые, строилась Южно-Кузбасская железная дорога.
22 июня 1939 года Горно-Шорский национальный район был упразднён, а на его территории образованы Мысковский, Таштагольский и Кузедеевский районы. Основной причиной ликвидации национального района явилось активное промышленное освоение Горной Шории (добыча железной руды), в результате чего «национальная окраина» стала крупным индустриальным центром с преимущественно русским населением. Крупнейшие населённые пункты — Кузедеево, Мундыбаш, Тельбес, Темиртау, Шалым
В 2004 на территории бывшего Горно-Шорского национального района существует несколько шорских национальных сельских поселений (Чувашинский, Чилису-Анзасский и Усть-Анзасский сельсоветы).
В момент создания общая площадь образованного района составила 30 тыс. км². Численность населения — 23 тыс. чел., из них 16 тыс. шорцев, 5 тыс. русских, 2 тыс. мордвы